# Werner Stuber
 (27 gennaio 1900 – Adelboden, 7 febbraio 1957) è stato un cavaliere svizzero.

## Palmarès

### Olimpiadi
- Argento a Parigi 1924 nel salto ostacoli a squadre.